# 红叶雪兔子
红叶雪兔子（学名：Saussurea paxiana）是菊科风毛菊属的植物，为中国的特有植物。分布于中国大陆的青海、西藏、四川等地，生长于海拔4,350米至4,800米的地区，一般生于高山流石滩，目前尚未由人工引种栽培。